# Zugunruhe
En etología, zugunruhe o inquietud migratoria es el comportamiento ansioso en animales migratorios, especialmente en aves. Estos animales muestran este comportamiento aun cuando están encerrados, si reciben los estímulos ambientales correspondientes a uno de los periodos de migración. El encierro de animales en jaulas especiales, por ejemplo en un embudo de Emlen, permite inducir el zugunruhe y así estudiar los ciclos del síndrome migratorio. Zugunruhe involucra un incremento de la actividad antes y después de la puesta del sol con cambios en los patrones normales de sueño. Los etólogos han sido capaces de estudiar el control endocrino y los mecanismos de orientación asociados con la migración estudiando el zugunruhe.
Este término de origen alemán es una palabra compuesta de Zug (significando movimiento o migración) y Unruhe (significando agitación, ansiedad o inquietud).
Se ha inducido artificialmente el zugunruhe en experimentos mediante la simulación de días largos. Algunos estudios sobre Zonotrichia leucophrys (gorrión de coronilla blanca) han sugerido que la prolactina está involucrada en la hiperfagia (o sobrealimentación), el engorde y el zugunruhe, sin embargo otros han encontrado que la prolactina puede estar sólo asociada con la lipogenia (acumulación de grasa).
Se pensaba generalmente que el fenómeno del zugunruhe se encontraba sólo en especies migratorias, sin embargo el estudio de especies residentes muestra zugunruhe de bajos niveles, incluyendo la actividad de orientación, sugiriendo que los mecanismos endógenos para el comportamiento migratorio puedan estar presentes incluso en especies residentes. Indicios adicionales de la existencia de programas endógenos son provistos por las observaciones de que el número de noches en las cuales se exhibe el zugunruhe por los migrantes enjaulados parece relacionado con la distancia que involucra la migración realizada habitualmente.